# Gmina Mõniste
Gmina Mõniste (est. Mõniste vald) – gmina wiejska w Estonii, w prowincji Võru.
W skład gminy wchodzi:
- 17 wsi: Hürova, Hüti, Kallaste, Karisöödi, Koemetsa, Kuutsi, Mõniste, Parmupalu, Peebu, Sakurgi, Saru, Singa, Tiitsa, Tundu, Tursa, Vastse-Roosa, Villike.

## Miasta partnerskie
- Kaavi, Finlandia[1]